# Musikjahr 1649
Liste der Musikjahre

◄◄ | ◄ | 1645 | 1646 | 1647 | 1648 | Musikjahr 1649 | 1650 | 1651 | 1652 | 1653 | ► | ►►

Weitere Ereignisse
Dieser Artikel behandelt das Musikjahr 1649.

## Ereignisse
- 05. Januar: Die Uraufführung des musikalischen Dramas Giasone von Francesco Cavalli erfolgt am Teatro San Cassiano in Venedig. Das Libretto stammt von Giacinto Andrea Cicognini.
- Thomas Tomkins komponiert einige Tage nach der Exekution von Karl I. (England) am 30. Januar 1649 eines seiner bewegendsten und schlichtesten Stücke: die Sad Pavan: for these distracted times.

## Instrumental- und Vokalmusik (Auswahl)
- Antonio Maria Abbatini – Dilatatae sunt, 2 voc. et Bc. ex
- Jakob Banwart – Pars prima missarum brevium cantuque facilium op. 3 (verschollen)
- Melchior Franck – Davidischer Traur- und Trostgesang zu drei Stimmen, Coburg: Johann Eyrich (posthum veröffentlicht)
- Johann Jakob Froberger – Libro secondo di toccate, fantasie, canzone, allemande, courante, sarabande, gigue et altre partite
- Alberich Mazak – Cultus harmonicus, Vol. 1, Wien (Sammlung seiner sämtlichen Werke)
- Thomas Tomkins – Sad Pavan: for these distracted times
- Gerrard Winstanley – Diggers’ Song

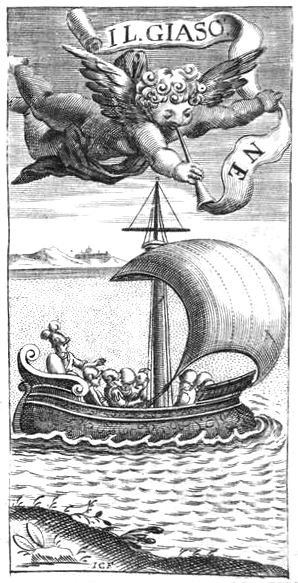
Francsco Cavalli – GiasoneBild aus dem Libretto, Venedig 1649

## Sammelwerke
- Teatro Musicale de Concerti Ecclesiastici a due, tre e quattro voci di Diversi Celebri e Nomati Autori. Con una Messa, Antifone, et Letanie della B. Vergine Maria Nuovamente Esposto alla Luce da Giorgio Rolla Musico Milanese, Giorgio Rolla, Mailand 1649 RISM ID: 993121786

## Musiktheater
- Francesco Cavalli
  - Giasone
  - L’Euripo (Musik verloren)

## Geboren

### Geburtsdatum gesichert
- 23. Februar: John Blow, englischer Komponist († 1708)
- 26. Februar: Girolamo Amati, italienischer Geigenbauer († 1749)
- 08. März: Johann Philipp Krieger, deutscher Komponist, Organist und Kapellmeister († 1725)
- 23. April: Andreas Kneller, deutscher Komponist († 1724)
- 03. Mai (getauft): Johann Valentin Meder, deutscher Sänger, Komponist und Organist († 1719)
- 25. August: Francisco Guerau, spanischer Gitarrist, Sänger, Komponist und Priester († 1722)

### Geboren um 1649
- Giuseppe Antonio Bernabei, italienischer Organist, Komponist und Hofkapellmeister in München († 1732)
- Jacques Boyvin, französischer Organist und Komponist († 1706)
- Rocco Laurenti, italienischer Organist und Komponist († 1709)

## Gestorben

### Todesdatum gesichert
- 29. oder 30. April: Giovanni Valentini, italienischer Komponist (* 1582 oder 1583)
- 27. September: Bellerofonte Castaldi, italienischer Komponist, Schriftsteller und Lautenist (* um 1580)
- 00. November: Giacinto Andrea Cicognini, italienischer Dramatiker und Librettist (* 1606)
- 08. Dezember: Martin Rinckart, deutscher Dichter, protestantischer Theologe und Kirchenmusiker (* 1586)

### Genaues Todesdatum unbekannt
- Adam Jarzębski, polnischer Violinist und Komponist (* um 1590)
- Giovanni Maria Sabino, italienischer Komponist, Kapellmeister und Organist (* 1588)

### Gestorben nach 1649
- Giovanni Gentile, italienischer Komponist und Musiklehrer (* unbekannt)